# Tomoki Hino
Tomoki Hino (japanisch 日野 友貴 Hino Tomoki; * 15. Juni 1997 in der Präfektur Ehime) ist ein japanischer Fußballspieler.

## Karriere
Tomoki Hino erlernte das Fußballspielen in der Mannschaft des Nagasaki Institute of Applied Sciences. Seinen ersten Vertrag unterschrieb er am 1. Februar 2020 beim Honda Lock SC (heute: MinebeaMitsumi FC). Der Verein aus Miyazaki spielte in der vierten Liga, der Japan Football League. Für den Verein bestritt er 90 Ligaspiele. Hierbei erzielte er 33 Treffer. Im Januar 2024 wechselte er zum Drittligisten FC Imabari. Am Ende der Saison 2024 wurde er mit dem Verein aus Imabari Vizemeister der dritten Liga und stieg somit in die zweite Liga auf. 

## Erfolge
FC Imabari
- Japanischer Drittligavizemeister: 2024  ▲